# Nic Pizzolatto
Nic Pizzolatto (Nova Orleans, 18 d'octubre de 1975) és un novel·lista, guionista i productor estatunidenc, conegut per ser l'autor i creador sèrie True Detective.

## Biografia
Nascut a Nova Orleans, va anar a la Universitat Estatal de Louisiana i a la Universitat d'Arkansas.
És autor de dos llibres i va ser professor de literatura i ficció a la Universitat de Carolina del Nord a Chapel Hill, a la Universitat de Chicago, i a la Universitat DePauw fins al 2010.
La seva primera novel·la, Galveston, es va publicar el juny de 2010 per Scribner's i va ser traduïda a diversos idiomes, entre els quals al català per Carles Andreu Saburit amb Salamandra (2014).
El 2011 va escriure dos capítols de la primera temporada de la sèrie The Killing. El 2012 va crear i escriure la sèrie True Detective, que va vendre a la cadena estatunidenca HBO.

## Premis i reconeixements
El seu recull de contes de ficció Between Here and the Yellow Sea va ser nominat el 2006 pel Frank O'Connor International Short Story Award i va ser qualificat com un dels cinc nous autors de relats de ficció de l'any per la revista Poets & Writers Magazine.
Pizzolatto va ser finalista del National Magazine Award de ficció de 2004. Va rebre la menció d'honor del Premi Pushcart, i el seu guió «Wanted Man» ha estat catalogat dins la llista de Millors històries de misteri americanes de 2009. Galveston va guanyar el tercer premi del Barnes and Noble Discovery Award de 2010, i va quedar finalista de Premi Edgar 2010 a la millor novel·la.
També va guanyar el 2011, l'Spur Award for Best First Novel, atorgat per Western Writers of America.

## Obres

### Literatura
- Between Here and the Yellow Sea, MacAdam/Cage. Maig de 2006.
- Galveston, Scribner. Juny de 2010.

### Televisió
- True Detective, HBO. Gener de 2014.
- The Killing, 2010.